# Cosmos 461
Cosmos 461 (en cirílico, Космос 461) fue un satélite artificial soviético perteneciente a la clase de satélites DS (el único de tipo DS-U2-MT) y lanzado el 2 de diciembre de 1971 mediante un cohete Cosmos 3 desde el cosmódromo de Plesetsk.

## Objetivos
La misión de Cosmos 461 consistió en estudiar la radiación gamma y el polvo en el espacio cercano a la Tierra.

## Características
El satélite tenía una masa de 680 kg y fue inyectado inicialmente en una órbita con un perigeo de 490 km y un apogeo de 524 km, con una inclinación orbital de 69,2 grados y un periodo de 94,6 minutos.
A bordo llevaba un centelleador omnidireccional para rayos gamma con un cristal de ioduro de sodio (NaI) con unas dimensiones de 70 x 70 mm y un escudo de anticoincidencia de plástico. El analizador del centelleador acumulaba espectros de dos minutos de duración cada 6 minutos. Era sensible al rango de energías entre 28 keV y 4,1 MeV.
Cosmos 461 reentró en la atmósfera el 21 de febrero de 1979.

## Resultados científicos
Cosmos 461 midió el fondo difuso de rayos gamma y observó una explosión de rayos gamma simultáneamente con los satélites Vela. De los datos obtenidos por el satélite se concluyó que la variación en la parte del espectro de fotones gamma correspondiente a las energías más suaves era mucho más brusca que la detectada por el Ranger 3 y que por encima de 400 keV la dependencia de la energía con la ley de potencias dejaba de cumplirse.